# Stepnogor
Stepnogor (kasachisch Степногор; russisch Степногорск Stepnogorsk) ist eine Stadt in Kasachstan.

## Geografische Lage
Die Stadt liegt ungefähr 130 Kilometer (Luftlinie) nordnordöstlich der kasachischen Hauptstadt Astana im Gebiet Aqmola. Bis zur Gebietshauptstadt Kökschetau sind es 239 Kilometer.

## Geschichte
Der Ort wurde im Jahre 1959 gegründet und 1964 zur Stadt erhoben. Die Stadt trug in sowjetischer Zeit als Geschlossene Stadt die Codenamen Zelinograd-25 (russisch Целиноград-25) bzw. Makinsk-2 (Макинск-2), abgeleitet vom damaligen Namen der Stadt Astana sowie der Stadt Makinsk. Nahe der Stadt wurden nukleartechnische (Uran-Anreicherung) und biochemische Einrichtungen gebaut. In der Sowjetzeit wurden dort biologische Waffen, darunter Milzbrandsporen, von der sowjetischen Behörde Biopreparat u. a. von Ken Alibek entwickelt und hergestellt.

## Bevölkerung
Stepnogor hat rund 45.000 Einwohner.
| Einwohnerentwicklung | Einwohnerentwicklung | Einwohnerentwicklung | Einwohnerentwicklung | Einwohnerentwicklung |
| 1970                 | 1979                 | 1989                 | 1999                 | 2009                 |
| -------------------- | -------------------- | -------------------- | -------------------- | -------------------- |
| 25.956               | 45.794               | 58.200               | 47.372               | 46.712               |

## Infrastruktur
Bei Stepnogor gibt es eine 24 km lange Werksbahn, die Zentrum und Wohnbereich der Stadt mit den nordöstlich gelegenen Fabriken verbindet. Ausschließlich für den Personenverkehr ist diese Strecke als Inselbetrieb mit 3000 Volt Gleichstrom elektrifiziert und wird seit 1990 mit „Elektritschkas“ der Baureihe ЭР22 (ER22) betrieben. Es handelt sich um die einzige Strecke, auf der Triebzüge dieser in den 1960er Jahren in relativ geringer Zahl gebauten Baureihe noch in Betrieb sind.

## Wirtschaft
Stepnogor ist Sitz des größten Goldbergbauunternehmens in Kasachstan, KazakhGold.